# Municipio de Pymatuning
El municipio de Pymatuning  (en inglés: Pymatuning Township) es un municipio ubicado en el condado de Mercer en el estado estadounidense de Pensilvania. En el año 2000 tenía una población de 3.782 habitantes y una densidad poblacional de 89.0 personas por km².

## Geografía
El municipio de Pymatuning se encuentra ubicado en las coordenadas 41°20′00″N 80°26′59″O / 41.33333, -80.44972.

## Demografía
Según la Oficina del Censo en 2000 los ingresos medios por hogar en la localidad eran de $33,048 y los ingresos medios por familia eran $37,500. Los hombres tenían unos ingresos medios de $32,055 frente a los $21,667 para las mujeres. La renta per cápita para la localidad era de $15,164. Alrededor del 16,2% de la población estaban por debajo del umbral de pobreza.